# Jafneadelphus
Jafneadelphus är ett släkte av svampar. Jafneadelphus ingår i familjen Pyronemataceae, ordningen skålsvampar, klassen Pezizomycetes, divisionen sporsäcksvampar och riket svampar.